# 福星站
福星站，建设时曾用工程名中大八院站，是深圳地铁11号线的地铁车站，位于中华人民共和国廣東省深圳市福田区福明路及福星路之间的福华路地底，2024年12月28日投入运营。
本站属11号线二期工程的一部份，已于2020年8月起动工，与11号綫东延段同时于2024年12月28日投入使用。

## 历史
深圳地铁11号綫的东延段建设于2020年3月获国家发改委审批通过，而在当时的方案上并不设本站。同年4月，深圳市当局以「提升对医疗民生设施的服务水平」、「解决中大八院及该片区未来发展形成人流量过大的出行困局」等为由，决定在岗厦北站和华强南站间加设中大八院站，并与二期工程的其他部份同时于2020年8月动工。
2024年10月14日，深圳市规划和自然资源局公布该站的正式站名为福星站。

## 車站結構
本站为地下三层岛式月台车站。

### 楼层
| 地面              | -      | 出入口                                                                                                |
| 地下一层          | 站厅   | 售票机、客务中心、自动售货机                                                                          |
| 地下二层          | 设备层 | 福新停车场出入线（不设月台）                                                                          |
| 地下三层          | 站台   | \| \| \| 11號線往碧头（岗厦北） \| \| 島式 · 開左邊车门 \| \| \| \| \| \| 11號線往红岭南（华强南） \| |
|                   |        | 11號線往碧头（岗厦北）                                                                                |
| 島式 · 開左邊车门 |        | |
|                   |        | 11號線往红岭南（华强南）                                                                              |

### 停车场出入线
在本站东面设有一渡线，连接上下行正线及福新停车场的出入线。
该单线出入线自渡线起，向西行爬升至碧头方向正线上方，与该正线上下并排经过本站，在本站西面转入福新停车场，但经过本站时不设月台。

## 出口
本站共设四个出入口。
| 出口编号                         | 建议前往的目的地 |
| -------------------------------- | ---------------- |
| 出口 · A · 盲道标志 · 升降机标志 | 福华路北侧       |
| 出口 · C · 盲道标志              | 福华路南侧       |
| 出口 · D · 盲道标志              | 福华路北侧       |
| 註： 設有 \| 設有                |                  |